# Ningxiang
Ningxiang léase Níng-Siáng (en chino:宁乡市, pinyin:Níngxiāng shì, lit: lugar/campo tranquilo) es una  ciudad-condado bajo la administración directa de la ciudad-prefectura de Changsha. Se ubica al este de la provincia de Hunan, sur de la República Popular China. Su área es de 2906 km² y su población total para 2015 fue de 1 368 117 habitantes.

## Administración
La ciudad-condado de Ningxiang se divide en 32 pueblos que se administran en 4 subdistritos, 20 poblados y 8 villas